# Isabel Beto
Isabel Beto, Pseudonym von Amy Forster (geb. 1965; gest. 2017), war eine Malerin und deutschsprachige Schriftstellerin.

## Leben
Sie studierte Kunst an der Städelschule in Frankfurt am Main und arbeitete als Malerin, bevor sie sich als Schriftstellerin betätigte. Sie schrieb vor allem historische Romane und Fantasy, sowohl für Jugendliche als auch für Erwachsene. Sie lebte im Hunsrück.

## Werke
- Die Bucht des grünen Mondes, Rowohlt-Taschenbuch-Verlag, 2011
- An den Ufern des goldenen Flusses, Rowohlt-Taschenbuch-Verlag, 2012
- Korallenfeuer, Rowohlt-Taschenbuch-Verlag, 2014
- als Amy Forster: Der Himmel über Berkeley Park, Knaur Taschenbuch, 2015
- Im Land des Wassermondes, Ravensburger Buchverlag, 2016
- Das Leuchten der Welt, DuMont, 2016